# Ruslan Kurbanov (escrime)
Pour les articles homonymes, voir Kurbanov.
Ruslan Kurbanov (Russe : Руслан Курбанов, Français : Rouslan Kourbanov), né le 17 septembre 1991 à Oust-Kamenogorsk, aujourd'hui Öskemen, RSS du Kazakhstan, est un escrimeur kazakh ayant pratiqué le fleuret dans les catégories de jeunes avant de se spécialiser dans l'épée au niveau sénior.
Son épouse Tamara Pochekutova, multiple médaillée asiatique, est également escrimeuse. Ils ont un fils né en 2013.

## Carrière
Rapidement intégré dans l'équipe nationale du Kazakhstan d'épée masculine, dès ses dix-neuf ans, il remporte deux titres de champion d'Asie par équipes en 2013 et 2015, ainsi que l'argent en 2012 et le bronze en 2011.
À titre individuel, il est médaillé d'argent de l'Universiade d'été de 2013 (ainsi que de bronze par équipes). Il devient médaillé de bronze aux championnats du monde 2023 à Milan, le premier Kazakh médaillé dans la compétition en dehors de l'Union soviétique.

## Palmarès
- Championnats du monde  d'escrime
  -  Médaille de bronze aux championnats du monde d'escrime 2025 à Tbilissi
  -  Médaille de bronze aux championnats du monde d'escrime 2023 à Milan
- Championnats d'Asie d'escrime
  -  Médaille d'or par équipes aux championnats d'Asie d'escrime 2024 à Koweït
  -  Médaille d'or aux championnats d'Asie d'escrime 2017 à Hong Kong
  -  Médaille d'or par équipes aux championnats d'Asie d'escrime 2015 à Nantong
  -  Médaille d'or par équipes aux championnats d'Asie d'escrime 2013 à Shanghai
  -  Médaille d'argent par équipes aux championnats d'Asie d'escrime 2025 à Bali
  -  Médaille d'argent par équipes aux championnats d'Asie d'escrime 2023 à Wuxi
  -  Médaille d'argent par équipes aux championnats d'Asie d'escrime 2018 à Wuxi
  -  Médaille d'argent par équipes aux championnats d'Asie d'escrime 2012 à Wakayama
  -  Médaille de bronze aux championnats d'Asie d'escrime 2019 à Tokyo
  -  Médaille de bronze par équipes aux championnats d'Asie d'escrime 2018 à Bangkok
  -  Médaille de bronze par équipes aux championnats d'Asie d'escrime 2016 à Wuxi
  -  Médaille de bronze par équipes aux championnats d'Asie d'escrime 2011 à Séoul

## Classement en fin de saison
| Année | 2010 | 2011 | 2012 | 2013 | 2014 | 2015 | 2016 | 2017 | 2018 | 2019 | 2020 | 2021 | 2022 | 2023 |
| ----- | ---- | ---- | ---- | ---- | ---- | ---- | ---- | ---- | ---- | ---- | ---- | ---- | ---- | ---- |
| Rang  | 308  | 89   | 59   | 53   | 56   | 72   | 60   | 18   | 32   | 23   | 15   | 17   | 8    | 5    |